# Cité (ville)
Pour les articles homonymes, voir Cité.
 (octobre 2013).
 (octobre 2013).

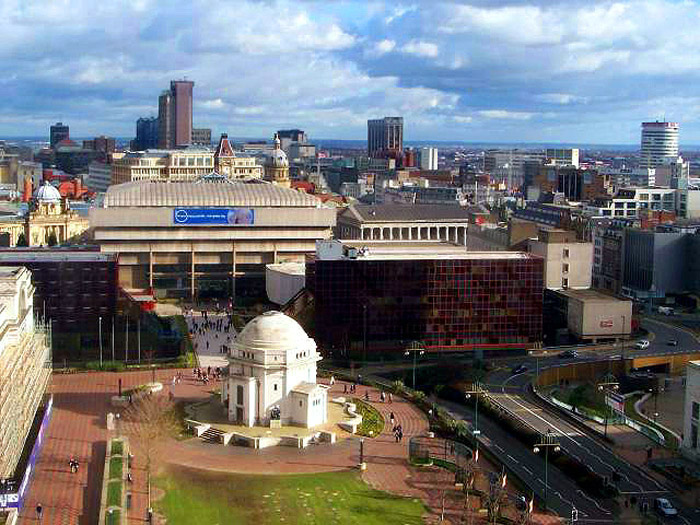
La cité anglaise de Birmingham, au Royaume-Uni.

Une cité (latin civitas) est un statut administratif ou honorifique attribué à un établissement humain généralement plus peuplé qu'une ville selon les règles locales.
Dans l’Antiquité, avant la création des provinces, elle désignait un groupe d’hommes sédentarisés libres (pouvant avoir des esclaves), constituant une société politique, indépendante des autres, ayant son gouvernement, ses lois, sa religion et ses propres mœurs.
Par extension, ce mot est appliqué à la désignation du lieu où ces hommes se sont réunis et ont créé un habitat fixe, la ville, et où ils avaient organisé un culte. La structuration de la cité reposait sur la spécialisation des activités pour permettre des échanges commerciaux, sur l'administration du lieu et des activités et sur une armée de protection des personnes et des biens. Les hommes exerçaient depuis l'Âge du cuivre (de -4000 à -2000 env. selon la région), où commence l'exploitation de mines et de la transformation en métal des premiers  minerais utilisés (plomb, cuivre, or) par des fours et forges, une activité  d'artisanat du métal pour outils, vases et armes, de la joaillerie, de la fabrication de tissus et d'objets en céramique. Ces activités impliquent l'échange avec monétarisation en plus de l'activité de culture et d'élevage sur des territoires environnant la cité, c’est-à-dire des terres cultivées que des personnes déclaraient posséder par le droit qu'ils s'étaient conféré vis-à-vis des nomades. (La sédentarisation ne concerne la majorité effective des habitants en France seulement après le Moyen Âge, et la notion de possession ne s'applique guère à ce qui n'est pas de fabrication humaine. Pour les ressources que fournit la Nature à l'être humain, il s'agit en fait d'usufruit selon le schéma prôné par la religion chrétienne.)
Les significations du terme « cité » dérivent de la tradition de la Grèce antique, où la ville est désignée par le mot grec polis. Ainsi les textes grecs antiques n’emploient jamais le terme d’Athènes ni de Sparte en politique, mais des expressions telles que : « Constitution des Athéniens » (Aristote), « les Athéniens déclarèrent la guerre » ou « les Spartiates envahirent les terres des Athéniens », ou « la flotte des Athéniens ». Ces expressions dénotaient l'absence d'unité politique de la Grèce antique, bien qu'il y eut une unité culturelle, fondée sur les écrits homériques.
De nos jours, la cité est aussi un statut légal défini différemment selon les régions du monde.

## À la période gallo-romaine
Dans le contexte gallo-romain, une cité correspond à plusieurs définitions :
- on parle de cité pour définir le territoire occupé par un peuple gaulois : on parle alors de la cité des Éduens, de la cité des Ségusiaves. Le chef-lieu de ce territoire est appelé capitale de cité, Forum Ségusiavorum : Feurs dans la Loire fut la capitale de la cité des Ségusiaves ;
- on parle aussi de cité pour ce que l’on peut comparer aujourd'hui à une ville, (mot dérivé du bas-latin villa désignant une maison de campagne-ferme pouvant être constituée de 50 locaux). Plus habituellement on emploie la désignation 'agglomération secondaire' pour une autre ville que la capitale de cité, afin de marquer la différence avec le territoire du peuple gaulois, d’une cité au premier sens du terme.

## Au Moyen Âge
Dans un contexte médiéval, la cité (civitas, rarement urbs) correspondait à une réalité distincte de l'environnement urbain. Elle était opposée au suburbium.
Ce terme représente un regroupement d'hommes libres constituant une société politique indépendante, sans le servage.
Le « droit de cité » reprend son sens antique de prérogatives. Le terme « citoyen » apparaît au XIIe siècle à partir du picard.
En règle générale, aux environs du IVe siècle, les villes fondées dans l'antiquité en Occident ont connu une rétractation de leur emprise spatiale à l'intérieur d'un quartier fortifié (le castrum), qui comprenait les centres politiques (forum, curie...) et religieux (cathédrale, résidence épiscopale), parfois le siège de l'autorité civile. Les villes ont vu leur superficie diminuer parfois de façon drastique : Senlis 7 ha, Tours 6 ha, Clermont 3 ha ; même si certaines villes ont conservé une emprise fortifiée démesurée en regard de leur population : Trèves 285 ha, Mayence 120 ha, Toulouse 90 ha, Metz 70 ha, Reims 35 ha, Bordeaux 30 ha…
Un excellent exemple de la cité médiévale est fourni par la ville d'Angers, dont le rempart du Bas-Empire a été édifié à la fin du IIIe siècle ou au début du IVe siècle, cernant un secteur comprenant la cathédrale, la résidence de l'évêque, le forum antique (mentionné en fonctionnement par les Formules d'Angers du VIe siècle) et probablement un centre de pouvoir - le comte d'Angers y résidait déjà bien avant 851. La cité d'Angers a formé le noyau du développement urbain, autour duquel les faubourgs se sont développés. Le tout est resté une entité à part dans la ville (quartier canonial de Saint-Maurice au Moyen Âge), encore aujourd'hui.
Dans la deuxième partie du Moyen Âge, pour des villes fortifiées on transformera des cités en citadelles (technique italienne). C'est la partie qui peut être inexpugnable de l'agglomération et faire sa réputation militaire.

## À la Renaissance
Le terme « citadin » désignant l'habitant de la cité est apparu au XIVe siècle à partir de l'italien.
Au XVIe siècle « cité » prend pleinement le sens de personne morale, au sens pris actuellement par le terme Société dans 'Société des Nations'. Du mouvement européen d'imitation des formes prises dans l'Antiquité, il sera issu des appellations cité pour des regroupements littéraires et de beaux-arts, pour des Sociétés savantes, des Académies. Ceci constitue de fait dans la vie organisée en groupe un contrepoint séculier et noble à l'harmonie religieuse qui est du ressort unique du clergé. Cette notion de groupe d'hommes donnera son sens très particulier au terme de « citoyen » au moment de la Révolution.

## Après le Siècle des Lumières
La notion de cité sera aussi bien celle d'habitat réel et de lieu d'échange d'idées ou de savoir que celui d'habitat-état rêvé dans la politique, réalisé dans l'aménagement du territoire, imaginé dans la fiction artistique. Il est devenu aussi une simple adresse postale, qui ne réfère plus qu'à un lieu. Cette forme dissociée des références aux cultes religieux voire aux mœurs, est grandement issue du travail des philosophes aboutissant ensuite à la laïcisation de la société. L'émergence des Nations a constitué la forme nouvelle de regroupement humain dans une politique moderne majeure plus ou moins démocratiquement voulue (par exemple sous l'Ancien Régime en France), se distinguant des regroupements communautaires[réf. nécessaire].
On trouve derrière la notion de cité, une idée d'homogénéité des éléments présents (cité universitaire, cité ouvrière...) héritée de la conception utopique de la cité harmonieuse où le système ressemble à la communauté (proximité des statuts des individus, solidarité mécanique).

### Au XIXesiècle
Si l'usine va pouvoir se confondre avec habitat ouvrier sur le modèle de l'entreprise Menier, cité idéale dans les faits, le terme nouveau cité ouvrière désigne un lieu à caractéristiques économiques et sociales nouvelles de la société industrielle (lorsque le lieu ne prend pas une forme dégradante de parcage de la main-d'œuvre sans hygiène, sans asile-crèche pour les enfants en bas âge : on le désigne à l'époque dans ce cas de casernement ouvrier). Des agglomérations opportunes sont fabriquées, administrativement elles sont une Commune avec un maire, souvent le patron d'usine. Ces créations sont l'effet des  besoins techniques, des besoins de ressources ou bien de l'avantage financier de délocaliser sa manufacture pour éviter l'inconvénient de la compagnie de travailleurs revendicatifs, salariés ou travaillant à façon. La désignation utilisée pour la localité est opposable à village, terme issu du bas-latin 'villa' signifiant ferme agricole. Cité peut être aussi le label représentatif de la puissance industrielle pour une usine qui ne comporte pas du tout en fait de zone d'habitat sur son emprise.
L'intérêt pour la communauté scientifique de l'époque moderne de connaître les origines de l'homme et son histoire va conduire à reconstituer par l'archéologie des cités lacustres de la période néolithique.
Au milieu du XIXe siècle la puissance publique organisatrice de l'espace d'Ordre et de Justice va organiser la mise à l'écart par leur exil de personnes privées de liberté pour cause politique en Nouvelle-Calédonie, mais aussi jusqu'à la limite de la mort par la « guillotine sèche » des travaux forcés en Guyane. On les y relègue après avoir perdu tout droit de citoyen dans une « cité pénitentiaire » hors de métropole au Maroni. Ce nouveau terme négatif de cité, en dénégation du sens de sa racine étymologique, n’est que la continuation-constatation de ce qui a été fait depuis les XVIIe et XVIIIe siècles en Louisiane concernant la liberté - désordre suivi de déportation.
Un aménagement du territoire des loisirs débute avec les « cités balnéaires » issues du modèle anglais. Les constructions hôtelières sont nouvelles, elles jouxtent le pavillonnaire et l'habitat est totalement séparé des lieux affectés à l'activité de production.

### Au XXesiècle
La notion de cité recouvre autant le lieu que ce qui s'y passe. Il s'agit de zones situées dans la ville pour la plupart. Il s'agit aussi de bâtiments qui sont désignés.
Première moitié du XXe siècle :

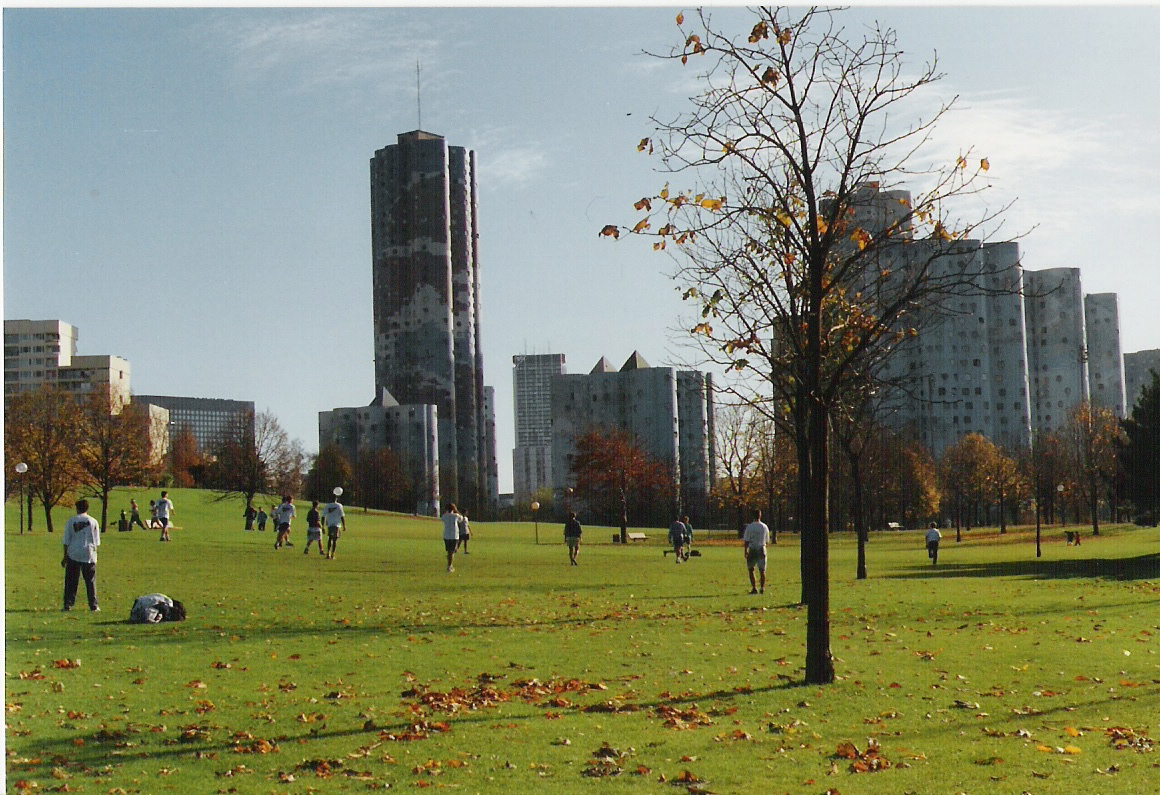
Une cité de Nanterre (Hauts-de-Seine).

- zone d'urbanisme à caractéristiques architecturales
  - « cité-jardin »
- zone habitat social collectif
  - « cité » de Société Anonyme d'Habitation Ouvrière[12]
  - « cité-HBM »[13]
- zone habitat social individuel
  - « cité » de pavillons loi Loucheur en lotissement.

Deuxième moitié du XXe siècle
- zone d'urbanisme à caractéristiques architecturales
  - cité-radieuse[14]
- zone à caractéristiques administratives particulières
  - « cité administrative d'État »
  - « cité universitaire »[15]
- zone habitat social sur zone privée ou publique obtenue par expropriation ou non[16]
  - « cité » de baraquements « Murondins » du Service des Constructions Provisoires
  - cité-HLM[17]

Au dernier quart du XXe siècle, on confondra sémantiquement village (notion de quartier à l'intérieur de la grande ville prenant le sens de petite ville distincte et autonome) et cité.

## Aujourd'hui

### Canada
Cependant, la cité peut aussi être un titre porté par les villes les plus importantes, comme c'est le cas dans les provinces canadiennes du Nouveau-Brunswick et de l'Alberta et anciennement au Québec. Ce titre peut être lié à des pouvoirs et des responsabilités plus grandes, comme dans le cas du Nouveau-Brunswick.

### France

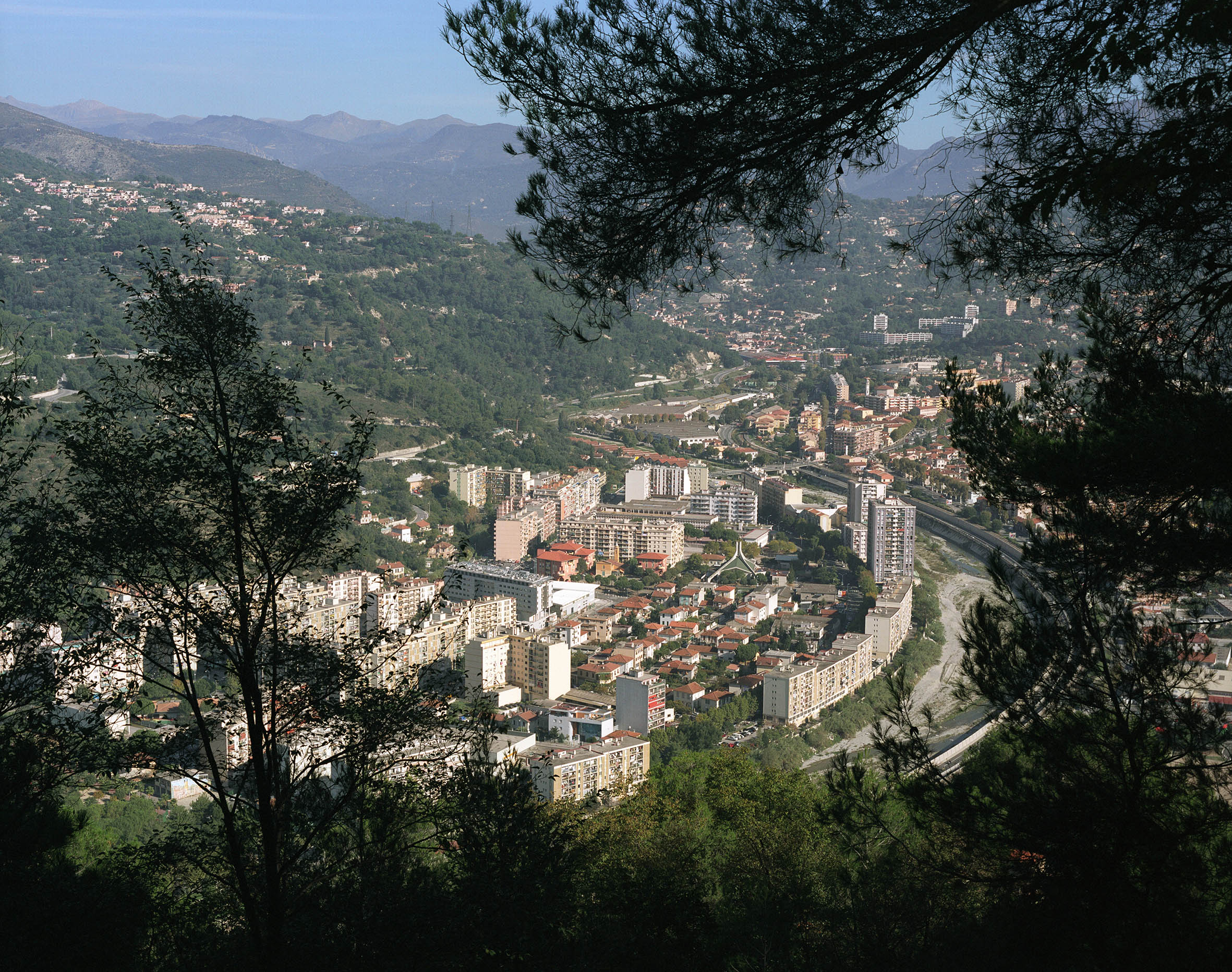
La cité de l'Ariane à Nice.

Si « cité » peut au XXIe siècle désigner le quartier de la ville le plus ancien (à Paris, Londres, Carcassonne...) ou se voir porté par le plus récent (à Lyon : la Cité internationale), ce terme désigne fréquemment une zone urbaine ou un grand ensemble créé en France dans les années 1960 dans le cadre des ZUP afin de répondre à la crise du logement, dans la périphérie des villes, et ce dans une architecture issue d'un processus industriel. Le terme de « cité » se voit souvent substitué à celui de « banlieue », « ZUP » ou même parfois simplement « quartier » dans le langage courant et médiatique.
Les différentes politiques d'urbanisme défaillantes et l'accumulation de personnes à revenu modeste dans ces zones (due au départ des classes moyennes dans les années 1970), ont généré des zones où la pauvreté et le chômage sont endémiques. La zone d'habitat est séparée de la zone industrielle et de la zone de secteur tertiaire de bureaux. Sur ces zones urbaines l'absence de transports en commun efficaces et d'opportunités réelles d’emploi sur place sont un terreau propice à la ghettoïsation et au commerce illégal en économie parallèle.
En France, le terme « cité » s'oppose à celui de « ville » dans sa sémiologie et a une connotation souvent négative dans le langage courant.[réf. nécessaire]

### Royaume-Uni
Au Royaume-Uni, la cité (city) est un statut accordé par le monarque aux grandes villes denses, dynamiques, prestigieuses et historiques, telles que Manchester ou Birmingham.
Cependant, le statut de city peut également être associé à la présence d'une cathédrale ou d'une université, pas seulement à une forme particulière de gouvernement local ou à une population importante. Bien que chacun de ces éléments puisse être utilisé pour justifier l'usage populaire du terme city, le statut de city britannique continue d'être officiellement accordé par le monarque, sur l'avis des ministres.
St Davids, ville de moins de 1 500 habitants située dans le Pembrokeshire au pays de Galles, représente la plus petite city et la plus petite zone urbaine du Royaume-Uni, la plus petite ville en termes de limites d'autorité locale étant la City of London, qui n'est en fait qu'une petite partie de la capitale de l'Angleterre et du Royaume-Uni.

## Philosophie
Aristote définit quant à lui la « cité » comme la réunion de plusieurs villages en société parfaite atteignant d’une certaine manière la limite de l’indépendance économique et offrant ainsi à l’homme la satisfaction de l’ensemble de ses besoins, et même au-delà, de tout ce que l’homme demande pour vivre ; de même que la famille se définit principalement par sa fonction de génération, la cité se définit également par sa finalité : « formée au début pour satisfaire les seuls besoins vitaux, elle existe pour permettre de bien vivre ».

### Recherches-actions autour de «la cité d'aujourd'hui»
- Rachid Sakji, (2010), « Chroniques d'une cité ordinaire », éd.L'Harmattan, juillet 2010,  : La vie d'un enfant au cœur d'une cité défavorisée.
- Michel Anselme, Du bruit à la parole. La scène politique des cités, l'Aube, 1999 : les habitants des quartiers les plus difficiles sont capables de prendre la parole, de participer à la gestion de leur cadre de vie, du moment qu'on sait mettre en place des dispositifs adéquats.
- Élisabeth Bautier, La langue des cités est-elle fréquentable ?, éd.Lien social, numéro 608, 7 février 2002.
- Joëlle Bordet, Les « jeunes de la cité », PUF, 1999 : bilan d'une recherche menée entre 1987 et 1993 sur la vie des adolescents dans les quartiers d'habitat social d'une banlieue parisienne.
- Tahar Bouhouia, (2007), La téci, revue CEDREA - les cahiers d’étude des dynamiques sociales et de la recherche-action.
- Tahar Bouhouia, (2008), La cité  facteur de relégation ou de recomposition sociale, revue L'esprit d'avant.
- Collectif, Aux marges de la ville, au cœur de la société : ces quartiers dont on parle, l'Aube, 1997 (publication coordonnée par Anne Querrien) : compte rendu d'un programme de recherche mené sur sept sites en procédure Développement Social des Quartiers ou en convention de quartier du Xe Plan, et fondé sur deux types d'approches : d'une part, l'analyse de données objectives sur les conditions de vie ; d'autre part, l'étude des représentations collectives et des perceptions individuelles.
- Liane Mozère et al., Intelligence des banlieues, l'Aube, 1999 : diverses contributions pour analyser les pratiques habitantes en se démarquant des approches habituelles qui mettent en avant les conflits, les dysfonctionnements, voire l'anomie supposés régner sans partage dans les quartiers dits, selon les cas, défavorisés, « sensibles » ou « difficiles ».
- Charles Rojzman, La Peur, la haine et la démocratie, Desclée de Brouwer, 1999 : s'appuyant sur des années de travail dans les quartiers populaires, l'auteur propose ici les conditions d'élaboration d'une intelligence collective : faire se rencontrer ceux qui s'ignorent ou ne savent plus communiquer autrement que par la violence, écouter leur parole et découvrir le changement possible derrière l'expression de la peur et de la haine.
- « Couvre-feu » de Kamel, 15 ans. Pour entendre de vive voix le témoignage d'un jeune homme des cités, un collectif d'artiste lui a laissé la parole, afin d'entendre également le témoignage d'un enjeu collectif d'importance. Le Grand Souffle Éditions, Collection Cri Urgent - 2006